# Rúnar Alex Rúnarsson
Rúnar Alex Rúnarsson, född 18 februari 1995 i Reykjavik, är en isländsk fotbollsmålvakt som spelar för Cardiff City, på lån från Arsenal.

## Karriär
Rúnar Alex Rúnarsson värvades till Arsenal från den franska klubben Dijon i september 2020 efter att Emiliano Martinez lämnade klubben för Aston Villa. Förutom Dijon har Runarsson tidigare spelat för FC Nordsjælland och KR Reykjavik.
Rúnar var säsongens spelare för FC Nordsjælland i danska Superligaen 2017–2018. I juni 2018 gick Rúnar med i Dijon på ett fyraårigt avtal. 
Den 21 september 2020 skrev Rúnar på Premier League-klubben Arsenal på ett fyraårigt avtal. Han valde nummer 13 på tröjan.
Den 31 augusti 2021 blev Rúnar utlånad till belgiska OH Leuven på ett säsongslån.

## Landslaget
Rúnar Alex Rúnarsson spelade sin första seniormatch i en vänskapsmatch mot Tjeckien den 9 november 2017.
I maj 2018 utsågs han till Islands 23-trupp för FIFA-VM 2018 i Ryssland.